# Район Канадзава
35°20′15″ пн. ш. 139°37′28″ сх. д. / 35.33750° пн. ш. 139.62444° сх. д.
Райо́н Канадза́ва (яп. 金沢区, かなざわく, МФА: [kanad͡zawa ku̥], «Канадзавський район») — район міста Йокогама префектури Канаґава в Японії. Станом на 1 квітня 2009 площа району становила 31,01 км². Станом на 1 липня 2011 населення району становило 208 197 осіб.